# Melomys caurinus
Melomys caurinus är en gnagare i familjen råttdjur som förekommer endemisk på Talaudöarna (Indonesien).
Denna gnagare blir i genomsnitt 176 mm lång (huvud och bål) och har i genomsnitt en 136 mm lång svans. Bakfötternas längd är cirka 30 mm och öronen är ungefär 15 mm stora. Viktuppgifter saknas. Ryggen är täckt av kanelbrun päls som blir ljusare mot kroppssidorna. Undersidans päls har en vit färg och svansen är enhetlig täckt av ljusbruna hår. Jämförd med Melomys talaudium som lever i samma region är svansen hos Melomys caurinus i förhållande till andra kroppsdelar kortare.
Arten hittas endast på öarna Karakelong och Salibabu. Den lever i skogar i låglandet. Individerna vistas på marken. Annars är inget känt om levnadssättet.
Skogsavverkningar hotar beståndet. Troligen påverkas Melomys caurinus negativ av introducerade gnagare. Fram till 2014 var arten endast känd från fyra exemplar. IUCN listar den som starkt hotad (EN).